# Neurobasis chinensis
Neurobasis chinensis là loài chuồn chuồn trong họ Calopterygidae. Loài này được Linnaeus mô tả khoa học đầu tiên năm 1758.

## Hình ảnh

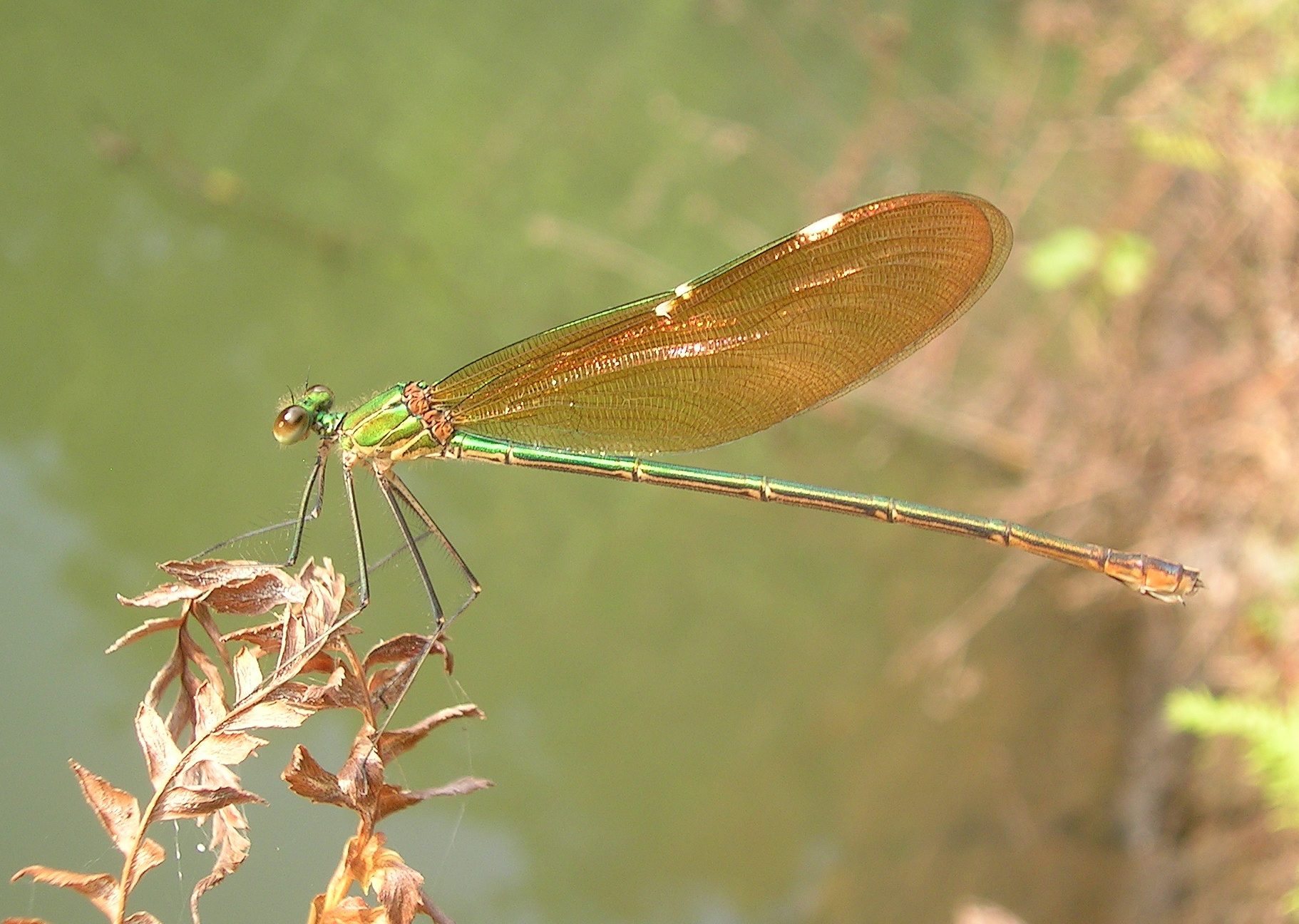
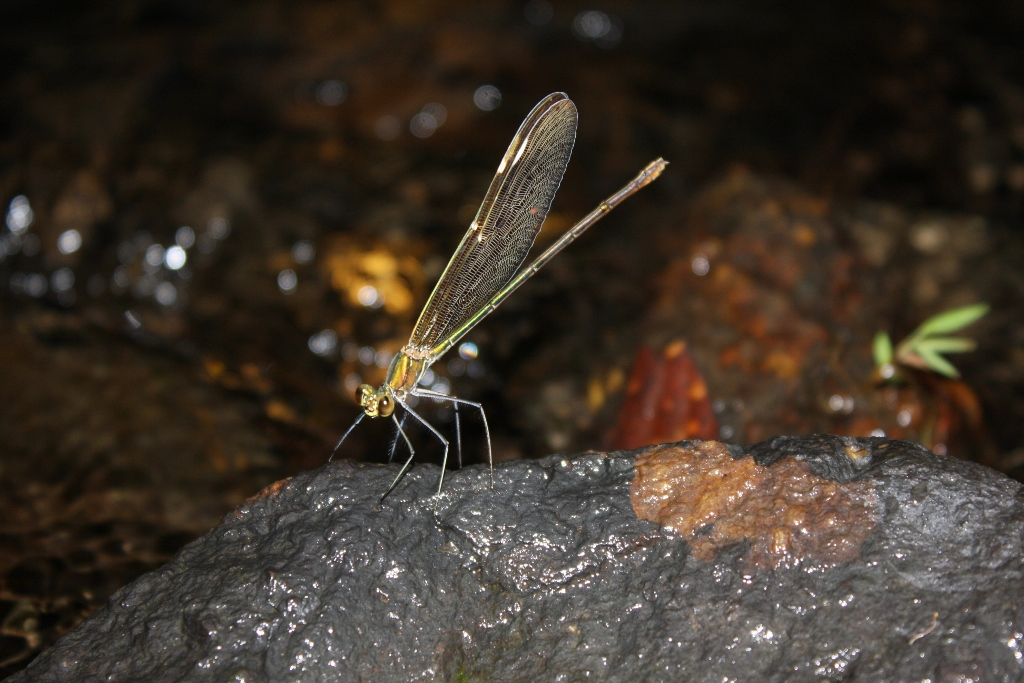
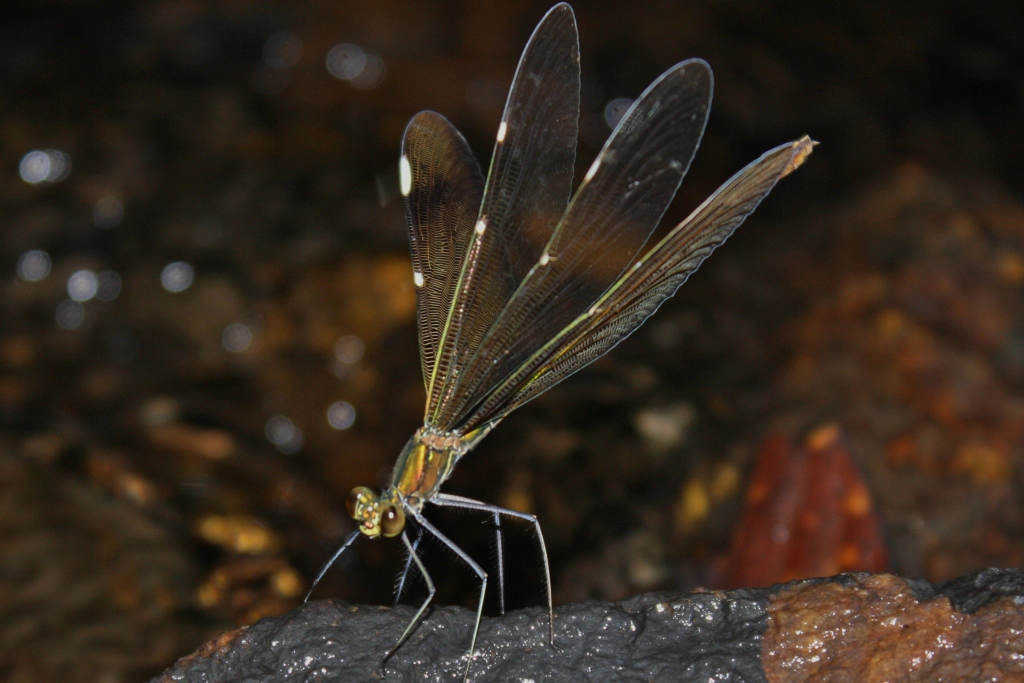
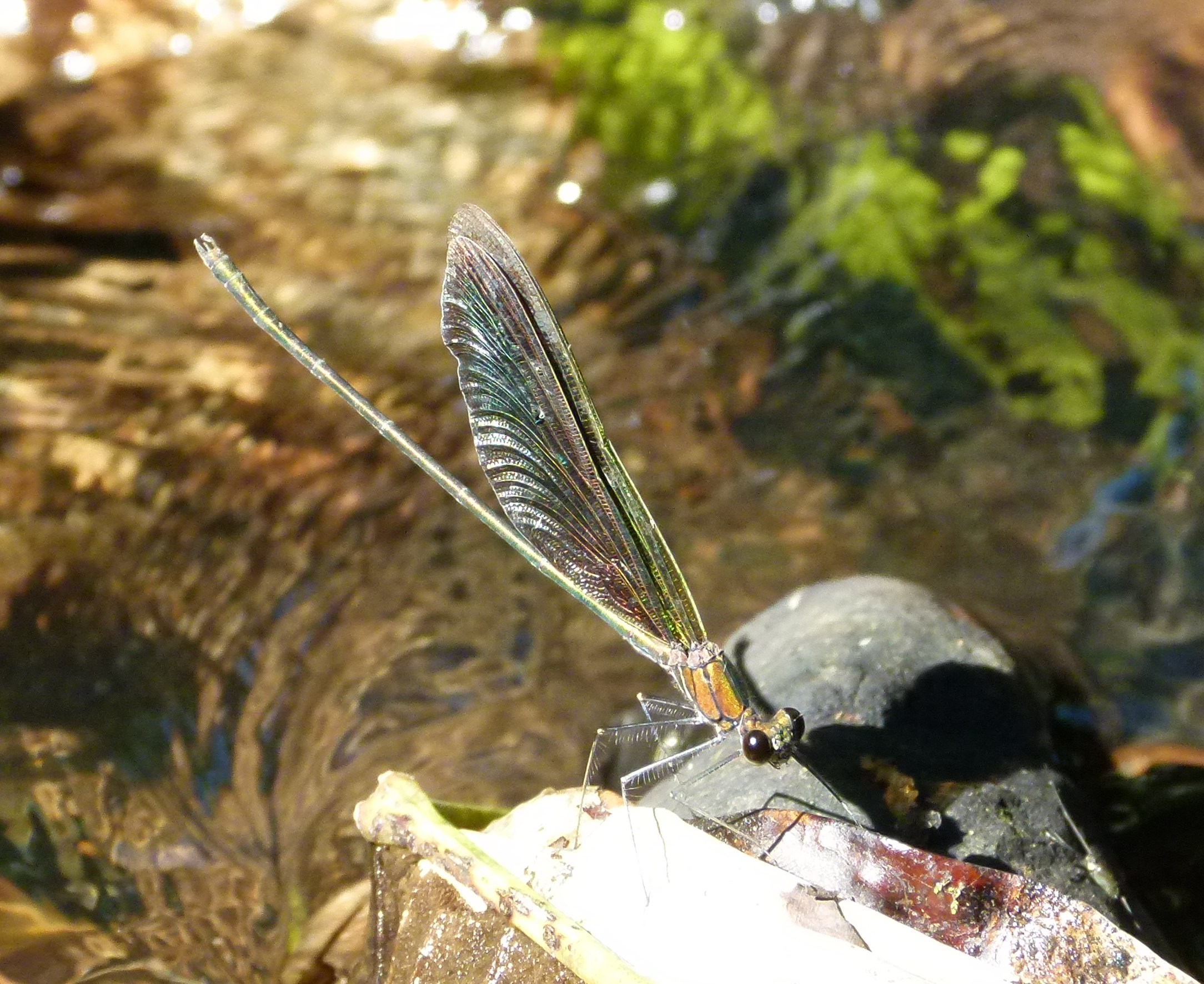